# Con volcànic

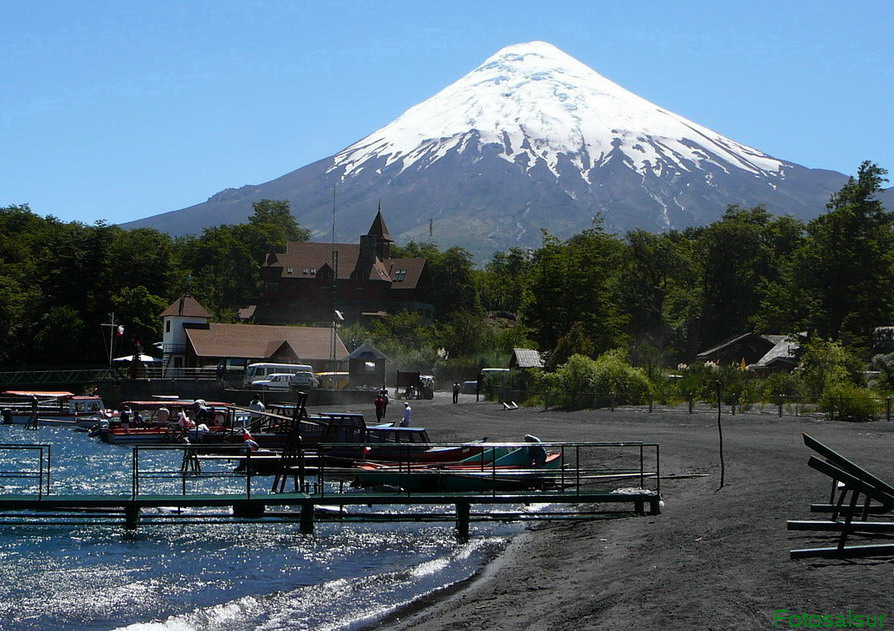
El volcà Osorno a Xile és un exemple d'estratocon prototípic

Els cons volcànics són algunes de les formacions volcàniques més simples del món. Són construïts per ejeccions provinents d'una xemeneia volcànica, acumulant-s'hi al voltant en forma de con i amb un cràter central. Els cons volcànics difereixen segons la naturalesa i mida dels fragments expulsats durant l'erupció. Alguns tipus de cons força diferenciats són els cons d'esquitxades, de cendra i sorra, i d'escòries.

## Estratocons
Els estratocons són grans estructures cilíndriques construïdes per més d'una erupció al voltant d'un tub volcànic de ventilació principal. Els estratocons poden formar grans muntanyes i contenen capes diferenciades dels fluxos de lava i tefra.

## Cons d'esquitxades

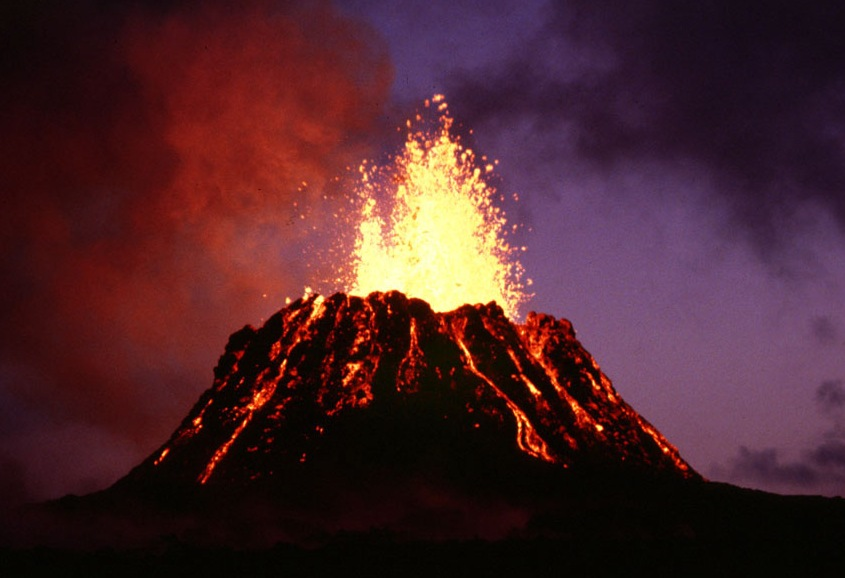
Con d'escòria i d'esquitxades del Puʻu ʻŌʻō a l'est de la zona de fissures volcàniques del Kilauea, a Hawaii

Un con d'esquitxada està format per lava fosa. L'expansió dels gasos dins les fonts de lava trenca la roca líquida en trossos irregulars que cauen a terra, formant un turó al voltant de la xemeneia. La roca encara parcialment líquida que esquitxa les parets del monticle que s'està desenvolupant s'anomena esquitxada. Com que les esquitxades no són completament sòlides quan arriben a terra, els dipòsits presenten formes molt irregulars quan es refreden, i d'aquesta manera difereixen dels cons d'escòries i de cendres. Els cons d'esquitxada són típics dels volcans amb magma molt fluid, com els que es troben a les illes hawaianes. Les esquitxades que construeixen el con s'hi poden aglutinar o soldar; en el primer cas, les esquitxades individuals se superposen l'una sobre l'altra amb un grau baix de soldadura, mentre que en l'altra variant les esquitxades són gairebé líquides quan aterren, i per això se solden amb facilitat.

## Cons de cendra

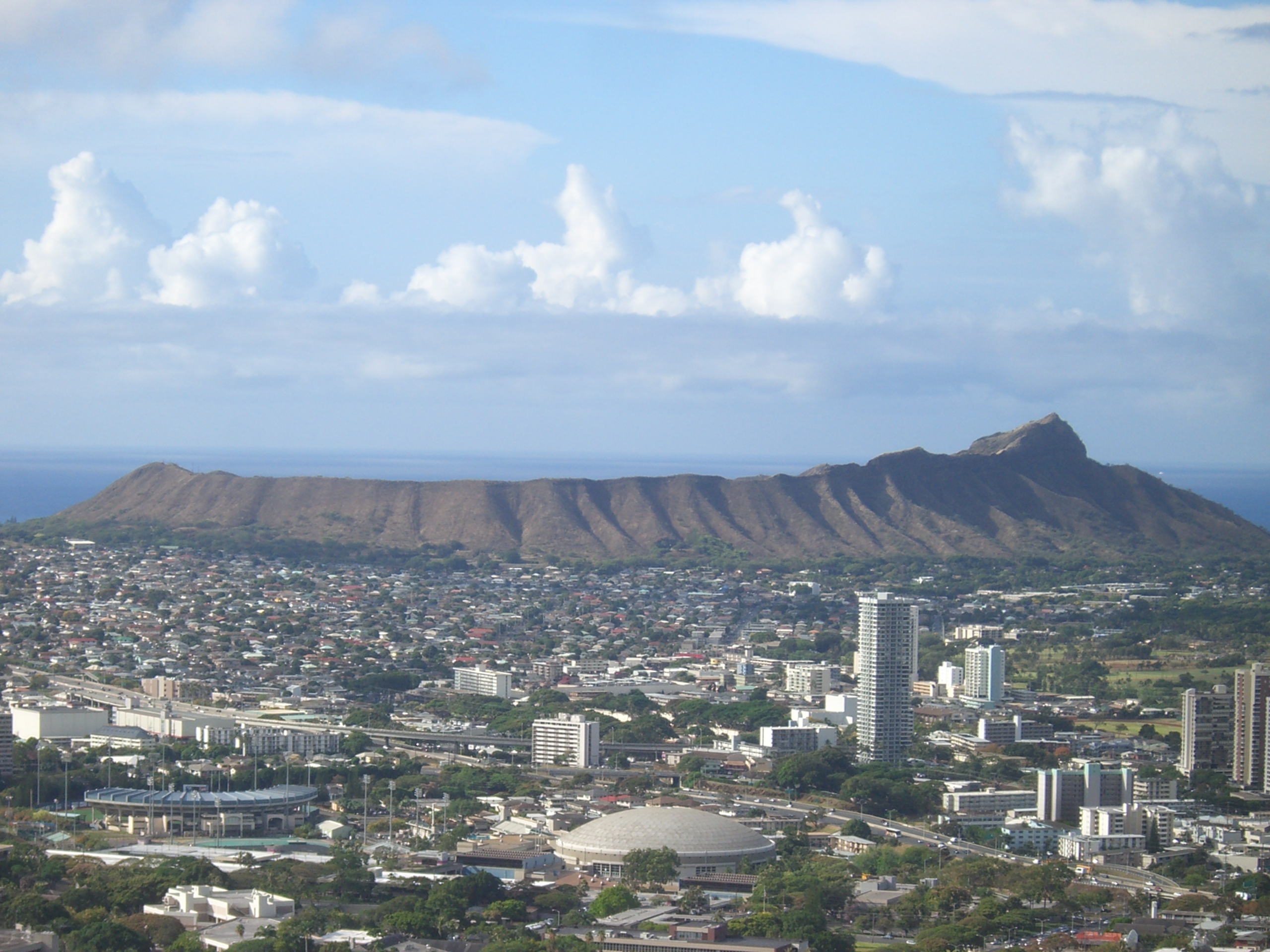
El Diamond Head a Waikiki (Hawaii) és un exemple de con de tova volcànica

Un con de cendres està compost per partícules de llim de la mida de la sorra. Les erupcions explosives en què el magma interacciona amb les aigües subterrànies o amb el mar (com ara en una erupció a la costa) produeixen vapor i s'anomenen freàtiques. La interacció entre el magma, el vapor en expansió i els gasos volcànics té com a resultat l'expulsió de les partícules més petites anomenades cendra. La cendra que cau té la consistència de la farina i forma cons. Les formes de cendres consolidades d'un con de cendres es converteix en con de tova volcànica o anell de tova tan bon punt la cendra es consolida.

## Cons d'escòries

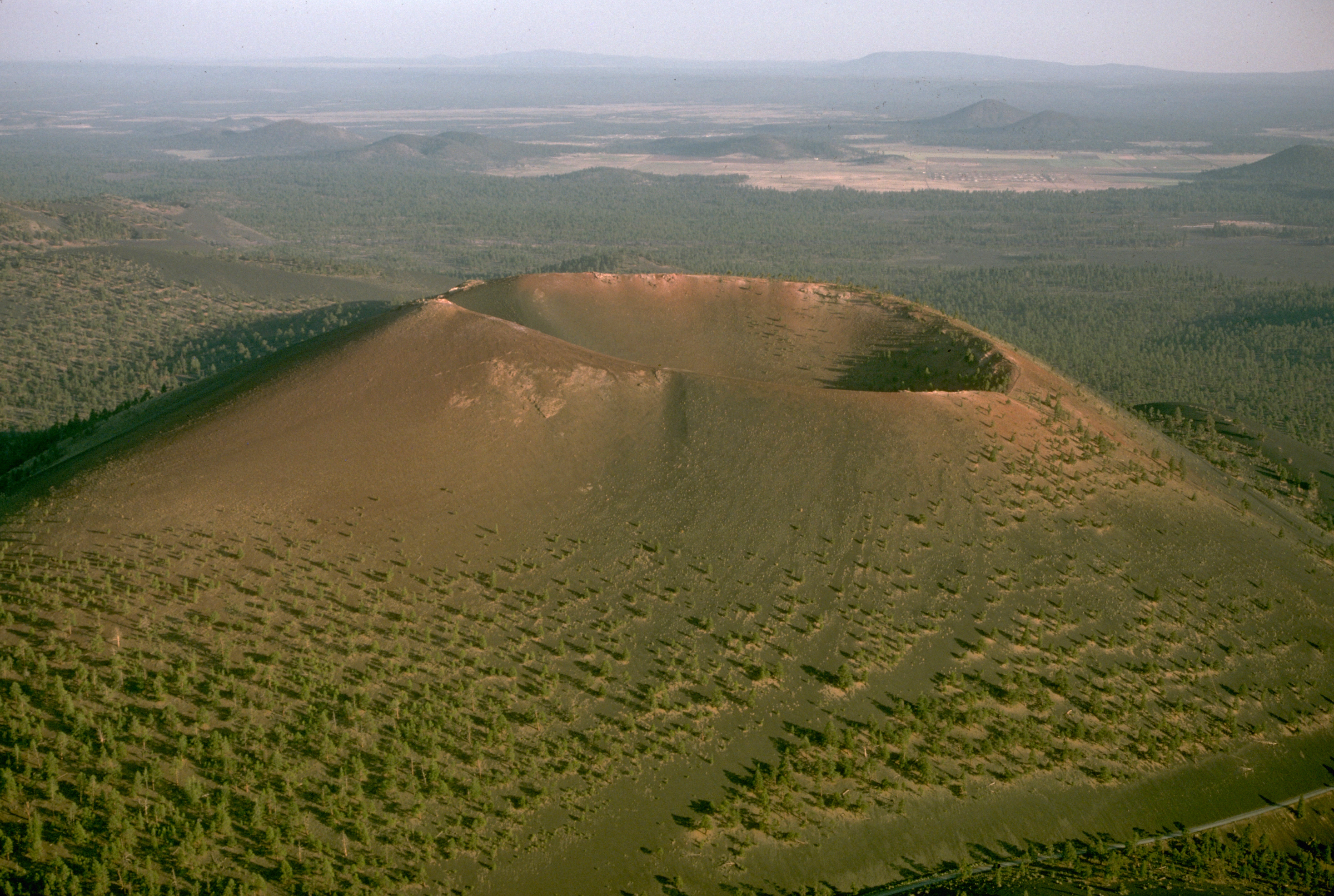
Sunset Crater a Arizona, típic con d'escòries amb una mica de vegetació

Un con d'escòria (també anomenat "con de cendres") és un con volcànic construït de forma íntegra per fragments volcànics isolats anomenats escòria (pumicita, piroclasts o tefra). Es formen amb partícules i bombolles de lava expulsada per una única obertura de lava. Els fragments de roca, sovint anomenats cendra o escòria, contenen nombroses bombolles de gas atrapades dins i conforme el gas "bufa" la lava, la fa explotar en l'aire. La lava es trenca en petits fragments que se solidifiquen ràpidament i cauen com cendres al voltant de l'obertura formant un con circular o ovalat. Molts cons d'escòria tenen un cràter amb forma de bol al cim.
Els cons d'escòria són el tipus de con volcànic més comú; rarament s'eleven més de 300 o 750 metres i, un cop consolidats, tendeixen a erosionar-se amb rapidesa en cas que no hi hagi més erupcions. S'acostumen a trobar cons d'escòries a prop de volcans escut, estratovolcans i calderes. Per exemple, els geòlegs han identificat prop de 100 cons d'escòries als flancs del Mauna Kea, un volcà escut localitzat a l'Illa de Hawaii.
El con d'escòria més famós tal volta és el Parícutin, format a Mèxic el 1943. Les erupcions van durar 9 anys, elevant el con dins una alçada de 424 metres, i produint fluxos de lava que van arribar a cobrir 25 km². El més actiu dels cons volcànics d'escòries del qual es tingui registre és el Cerro Negro a Nicaragua. Forma part d'un grup de quatre cons d'escòria joves del volcà Las Pilas. Des que es va crear el 1850, ha entrat en erupció més de vint vegades, més recentment el 1992 i el 1995.

## Cons satèl·lit

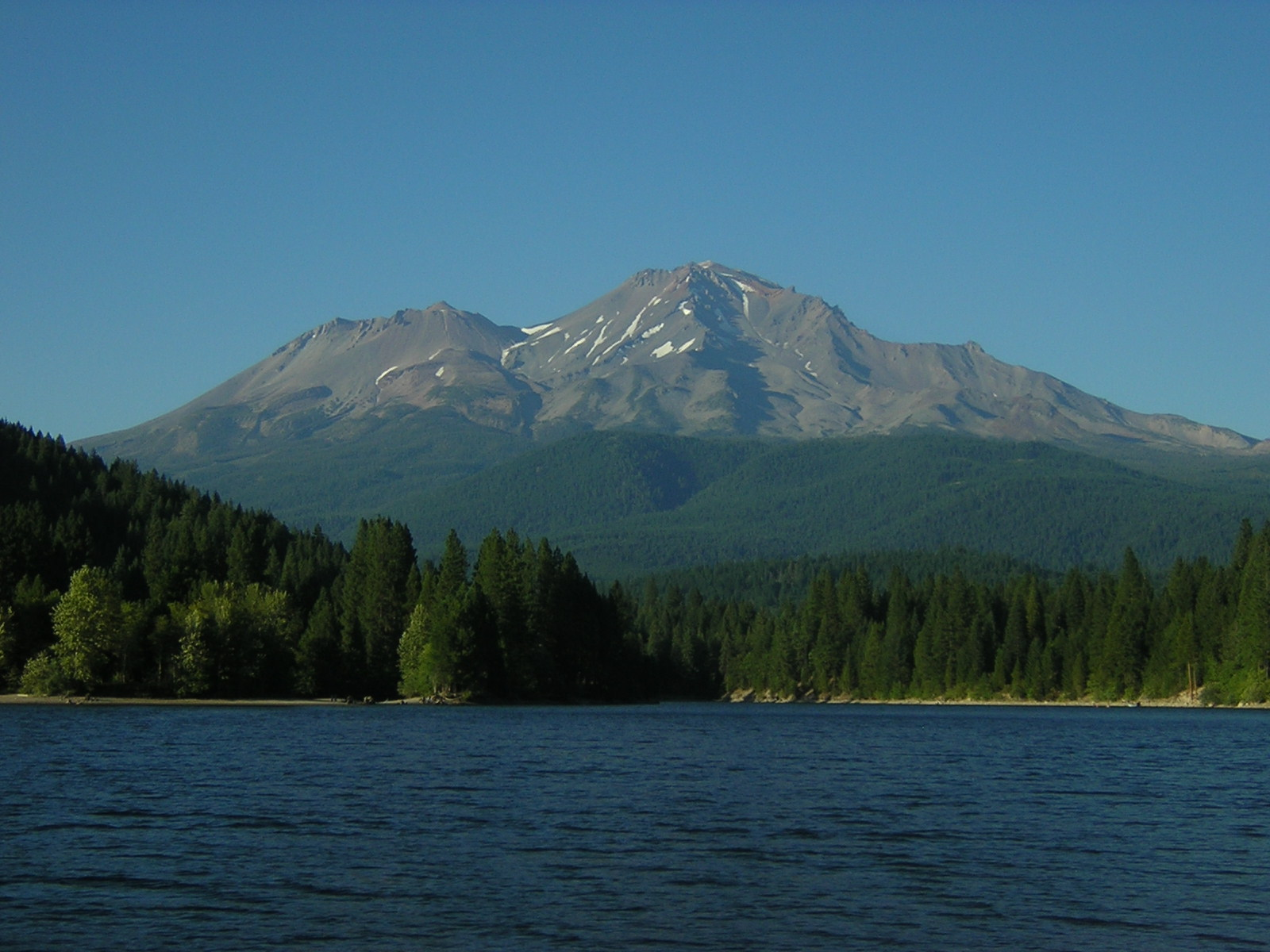
El mont Shasta vist des del llac Siskiyou. El Shastina és el con satèl·lit de l'esquerra

Els cons paràsit o cons satèl·lit acostumen a ser cons volcànics de mida petita, situats en un costat d'un volcà i produïts per erupcions dins xemeneies que han sofert alguna fractura. El desenvolupament de cons volcànics als flancs d'un volcà compost és un senyal de vellesa del volcà. No són gaire comuns, i es desenvolupen a nivells cada cops més baixos a mesura que el volcà s'apropa a l'extinció. El nombre de cons paràsit en la majoria dels grans estratovolcans rarament passa dels 10 o 12.

## Pseudocràters

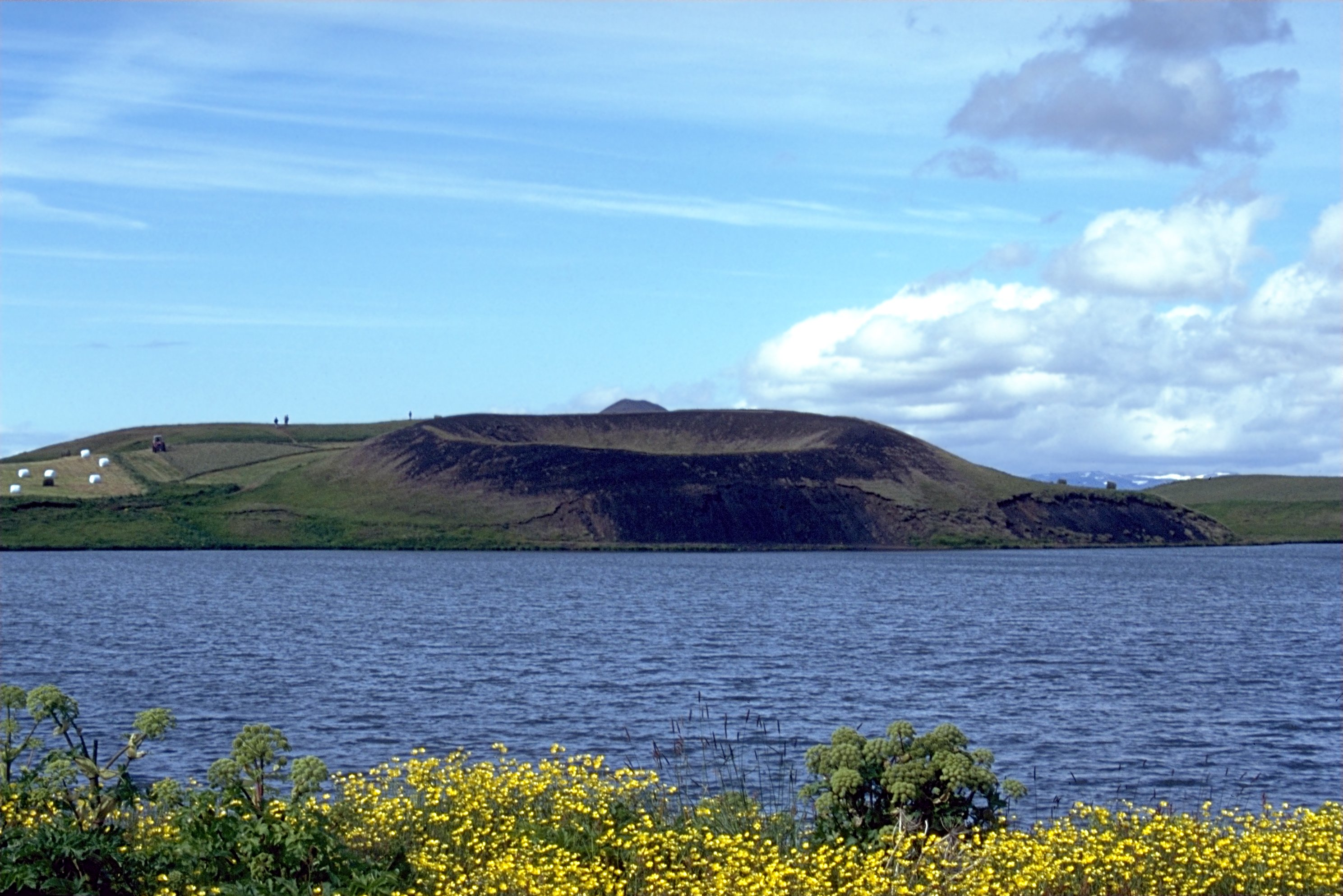
Pseudocràter al llac Myvatn, Islàndia

Un pseudocràter és una formació volcànica que s'assembla a un cràter volcànic vertader, però hi difereix perquè de fet no és cap obertura per on surt lava. Els pseudocràters, se'ls anomena també "cràters sense arrels" perquè no són alimentats per cap conducte directe de magma de l'interior de la terra. Els pseudocràters es poden formar per la lava quan flueix damunt de sediments humits o una superfície humida com ara un pantà, un llac o un estany. Les explosions del vapor trenquen l'escorça del corrent de lava de manera similar a les erupcions freàtiques i la tefra construeix formes que s'assemblen a cràters volcànics de debò.
Hi ha exemples força coneguts a Islàndia com els cràters del llac Mývatn (Skútustaðagígar), el Rauðhólar a la regió de la capital Reykjavik o el Landbrotshólar al sud-est d'Islàndia. També s'han descobert pseudocràters a la regió de les valls d'Athabasca, a Mart.
Els vulcanòlegs han estat testimonis de la formació de pseudocràters per primer cop a la història durant una explosió de vapor amb relació a la primera erupció de l'Eyjafjallajökull el març del 2010.